# Heinrich Heine

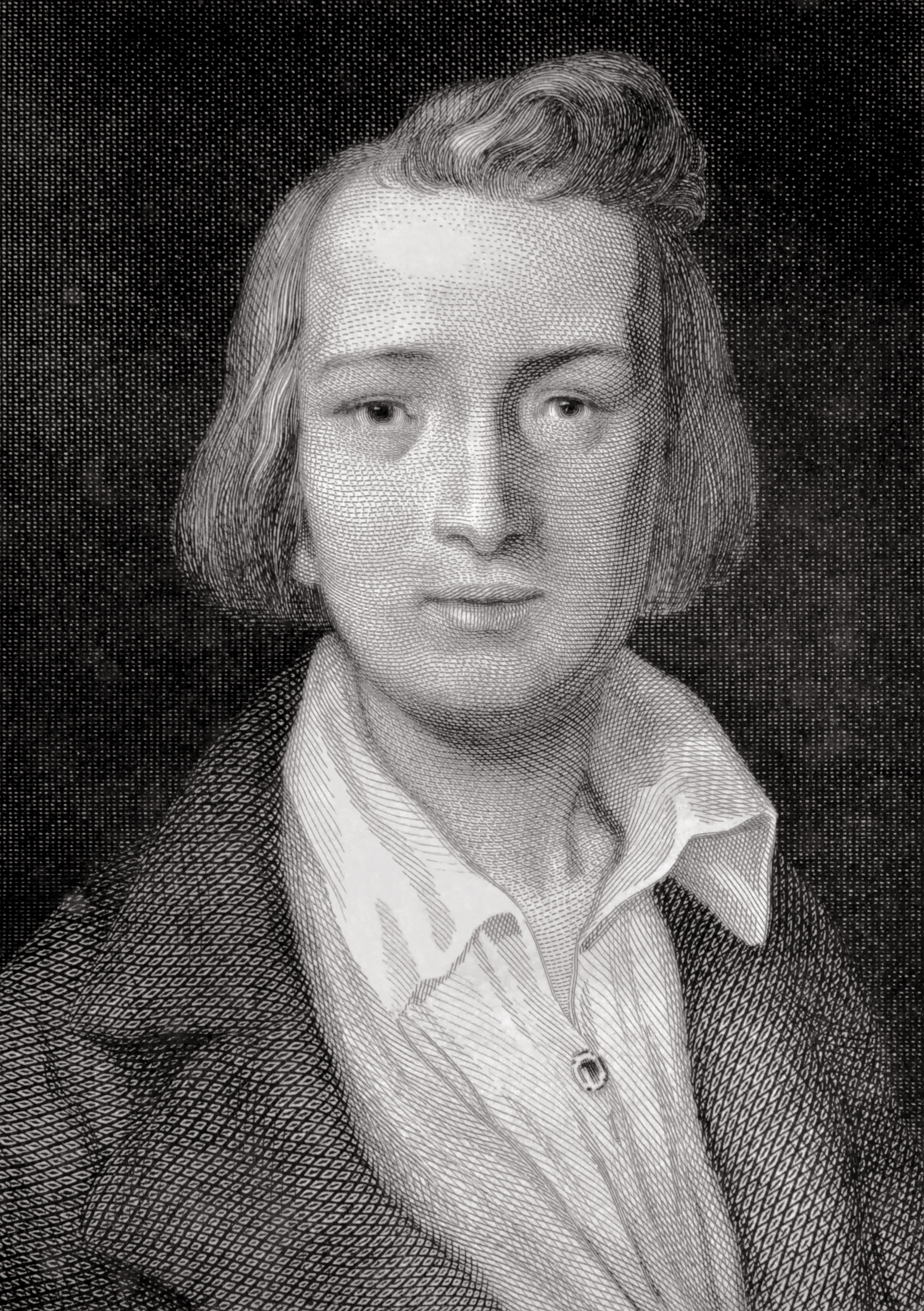
Heinrich Heine 1837

Christian Johann Heinrich Heine (Düsseldorf, 13 december 1797 - Parijs, 17 februari 1856) was een Duitse dichter van Joodse afkomst. Hij werd geboren als Harry Heine, maar liet zich in 1825 Luthers dopen onder de naam Heinrich Heine. In 1824 keerde hij terug naar Göttingen om er zijn doctorstitel in de rechten te behalen en waar hij lid werd van de studentenvereniging Corps Guestphalia, dat meermaals in zijn werken voorkwam. Een meer innerlijke band met het geloof kreeg hij echter pas toen hij aan het eind van zijn leven verlamd op zijn ziekbed in Parijs lag, waar hij sinds 1831 in zelfgekozen ballingschap woonde. Hij ligt begraven op de begraafplaats van Montmartre.
Heine behoorde tot de Romantiek en maakte vele ironische en spitsvondige gedichten die ook tegenwoordig nog mensen aanspreken. Hij werkte soms samen met zijn tijdgenoot Karl Marx, die ook corpsstudent is geweest bij Corps Palatia Bonn, waar Heine heeft gestudeerd.

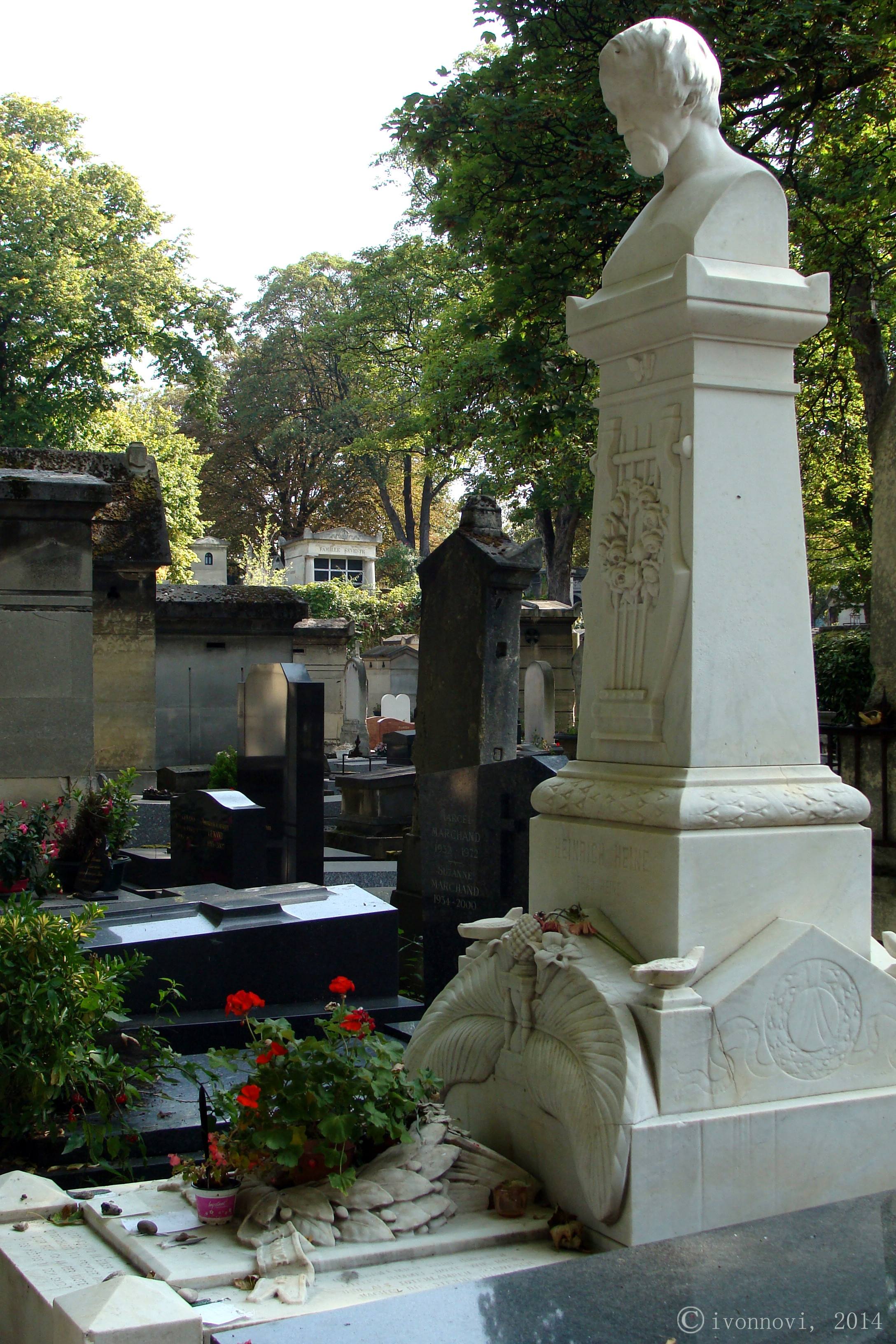
Het graf van Heine op het kerkhof van Montmartre

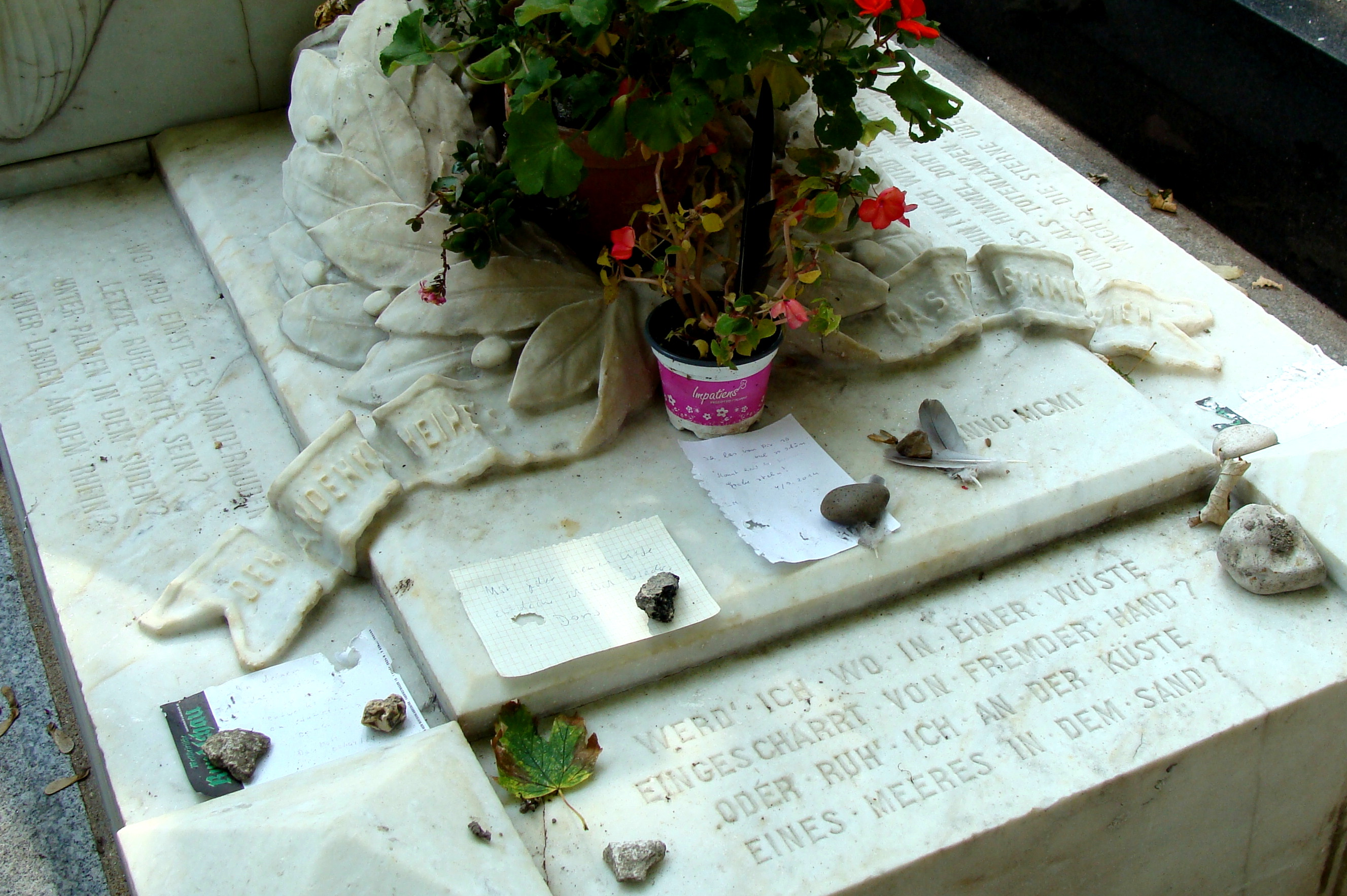
Het gedicht op het graf van Heine

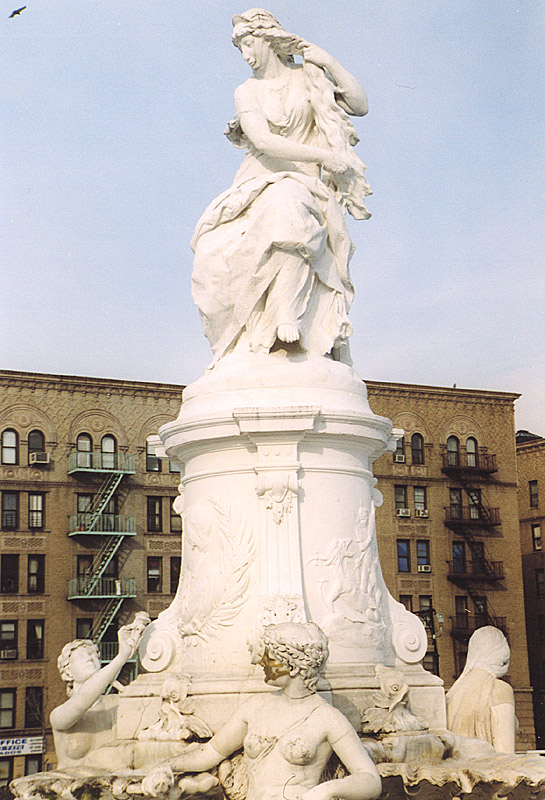
Lorelei Fontein in New York, monument ter nagedachtenis aan Heine

Innerlijk was Heine een tegenstrijdig mens, enerzijds voelde hij zich Duitser, anderzijds wereldburger; dezelfde soort dubbele gevoelens had hij ook ten aanzien van het jodendom en de romantiek.
Beroemd is zijn uitspraak "dort wo man Bücher verbrennt, verbrennt man auch am Ende Menschen" ("waar men boeken verbrandt, verbrandt men uiteindelijk ook mensen"), die als een profetische vooruitblik geldt voor wat er later in het 'Derde Rijk' van Hitler zou plaatsvinden.
Een beroemde dichtbundel van hem is Das Buch der Lieder met onder andere Die Lorelei en Im wunderschönen Monat Mai.
Naar hem is in 1988 de Heinrich Heine-Universiteit in zijn geboortestad Düsseldorf genoemd.

## Publicaties
- 1821: Gedichte
- 1823: Tragödien nebst einem lyrischen Intermezzo
  - William Ratcliff
  - Almansor
  - Lyrisches Intermezzo
- 1824: Dreiunddreißig Gedichte
- 1826: Reisebilder. Erster Teil (Ned. Reistaferelen, vert. Wilfred Oranje, 2003)
  - Die Harzreise (Ned. De Harzreis, vert. Anneke Woudstra, 1975)
  - Die Heimkehr
  - Die Nordsee. Erste Abteilung
- 1827: Reisebilder. Zweiter Teil (Ned. Reistaferelen, vert. Wilfred Oranje, 2003) 
  - Die Nordsee. Zweite und dritte Abteilung
  - Ideen. Das Buch Le Grand (Ned. Ideeën. Het boek Le Grand, vert. Ria van Hengel, 2023; Ideeën. Het boek Le Grand, vert. Nico van Suchtelen, 1918; Het boek Le Grand, vert. Koos Schuur, 1946)
  - Briefe aus Berlin
- 1827: Buch der Lieder
- 1830: Reisebilder. Dritter Teil (Ned. Reistaferelen, vert. Wilfred Oranje, 2003) 
  - Die Reise von München nach Genua
  - Die Bäder von Lucca
- 1831: Inleiding tot Kahldorf über den Adel
- 1831: Reisebilder. Vierter Teil (Ned. Reistaferelen, vert. Wilfred Oranje, 2003) 
  - Die Stadt Lucca
  - Englische Fragmente
- 1832: Französische Zustände
- 1834: Der Salon. Erster Teil
  - Französische Maler
  - Aus den Memoiren des Herren von Schnabelewopski (Ned. Uit de Memoires van den heer Von Schnabelewopski, vert. Alfred Kossmann en Fred van Amerongen, 1938; herdrukt 2013 — "Uit de memoires van de heer von Schnabelewopski", Verhalen, vert. Ruth Wolf, 1979)
- 1835: Der Salon. Zweiter Teil
  - Zur Geschichte der Religion und Philosophie in Deutschland (Ned. Religie en filosofie in Duitsland, vert. H.L. Mulder, 1964; Over Duitsland, vert. Wilfred Oranje en H.L. Mulder, 2009)
  - Neuer Frühling
- 1836: Der Salon. Dritter Teil
  - Florentinische Nächte  (Ned. Florentijnsche nachten, vert. Joseph Gompers, 1937; "Florentijnse nachten", Verhalen, vert. Ruth Wolf, 1979)
  - Elementargeister
- 1836: Die romantische Schule (Ned. "De romantische school", Over Duitsland, vert. Wilfred Oranje, 2009)
- 1837: Über den Denunzianten: inleiding op Der Salon, vol. 3 en op Don Quixote
- 1838: Der Schwabenspiegel
- 1839: Shakespeares Mädchen und Frauen
- 1839: Schriftstellernöten
- 1840: Ludwig Börne. Eine Denkschrift
- 1840: Der Salon. Vierter Teil
  - Der Rabbi von Bacherach (Ned. "De rabbijn van Bacherach", Verhalen, vert. Ruth Wolf, 1979)
  - Über die französische Bühne
- 1844: Neue Gedichte (met hierin: Deutschland. Ein Wintermärchen)
- 1844: Die Schlesischen Weber
- 1847: Atta Troll. Ein Sommernachtstraum (Ned. "Atta Troll, een zomernachtsdroom", Duitsland, een wintersprookje en andere gedichten, vert. Peter Verstegen, 2009)
- 1851: Romanzero
- 1851: Der Doktor Faust. Ein Tanzpoem
- 1854: Vermischte Schriften
  - Geständnisse (Ned. Memoires en bekentenissen, vert. Jan Sietsma, 2019)
  - Die Götter im Exil
  - Die Göttin Diana,
  - Ludwig Marcus
  - Gedichte 1853 und 1854
  - Lutetia. Erster Teil
  - Lutetia. Zweiter Teil)
- 1857 (postuum): Tragödien
- 1869 (postuum): Letzte Gedichte und Gedanken
- 1884 (postuum): Memoiren (Ned. Memoires en bekentenissen, vert. Jan Sietsma, 2019)
- 1892 (postuum): Heinrich Heines Familienleben. 122 Familienbriefe des Dichters und 4 Bilder.

## In Nederlandse vertaling
Keuzes uit Heine's werk verschenen in:
- Heinrich Heine, Poëzie, vert. Gerard den Brabander, 1945
- Heinrich Heine, Maar is het niet fraai geformuleerd?, eds. C.J. Aarts en M.C. van Etten, 1995 (citatenbundel)
- Het lijf van de vrouw is een gedicht. De mooiste liefdesgedichten, vert. Marko Fondse, 1997
- Denk ik aan Duitsland in de nacht, vert. Peter Verstegen en Marko Fondse, 1997 (met gedichten uit Buch der Lieder, Neue Gedichte, Romanzero en Letzte Gedichte)
- M'n liefje wat wil je nog meer? Beroemde gedichten., vert. Cornelis Jan Aarts en Seth Gaaikema, 1997
- De mooiste van Heinrich Heine, eds. Koen Stassijns en Ivo van Strijtem, 1998
- Duitsland, een wintersprookje en andere gedichten, vert. Peter Verstegen, 2009 (tweetalig)
- Heine, Aforismen, ed. F.J. Schmit, 1997

## Trivia
- In nazi-Duitsland (1933-1945) was Heine als progressief vrijdenker en als zoon van (geassimileerde) joodse ouders taboe. Zijn lied Die Lorelei was echter zo populair dat het onmogelijk uit populaire liederenbundels kon worden geweerd. Men liet het dus staan met de vermelding "Dichter: unbekannt".[bron?]
- Nacht liegt auf den fremden Wegen werd voorzien van muziek door Johannes Brahms in zijn Zes liederen opus 85 en in Frank Bridges Night lies on the silent highways.
- Ook Robert Schumann heeft meerdere gedichten op muziek gezet (Liederkreis, Op. 24)
- In The Bronx (New York stad) bevindt zich de Lorelei Fontein, een monument ter nagedachtenis aan Heine, gemaakt door de beeldhouwer Ernst Herter. De fontein was oorspronkelijk bedoeld voor de stad Düsseldorf maar werd daar als gevolg van antisemitisme geweigerd. Ook de plaatsing in New York leidde tot controverse, naast antisemitisme was er ook verontwaardiging omtrent het getoonde vrouwelijk naakt.[2][3]

- Bibsys: 90054509
- Biblioteca Nacional de Chile: 000047337
- Biblioteca Nacional de España: XX841477
- Bibliothèque nationale de France: cb119071433 (data)
- Catàleg d'autoritats de noms i títols de Catalunya: 981058523306506706
- Digitale Bibliotheek voor de Nederlandse Letteren: hein038
- Gemeinsame Normdatei: 118548018
- International Standard Name Identifier: 0000 0001 2127 2257
- Library of Congress Control Number: n79081313
- Nationale Bibliotheek van Letland: 000040607
- MusicBrainz: d5efb3bf-4d84-4c70-a461-d8e3cdb4b755
- Bibliotheek van het Japanse parlement: 00442914
- Nationale Bibliotheek van Tsjechië: jn19990003328
- Nationale bibliotheek van Australië: 35184852
- Nationale Bibliotheek van Israël: 987007262537805171
- Nationale Bibliotheek van Polen: a0000001185867
- Nationale en Universitaire bibliotheek Zagreb: 000101234
- Nederlandse Thesaurus van Auteursnamen: 068521898
- Réseau des bibliothèques de Suisse occidentale: 02-A000079236
- Russische Staatsbibliotheek: 000085041
- Istituto Centrale per il Catalogo Unico: CFIV005337
- LIBRIS: 205911
- SNAC: w6m72bz8
- Système universitaire de documentation: 026917688
- Trove: 856040
- Virtual International Authority File: 34457918
- WorldCat: E39PBJjMw9cwRXYxvXmGKDvCQq